# HD112940
HD112940 — хімічно пекулярна зоря спектрального класу A3, що має видиму зоряну величину в смузі V приблизно  9,0.
Вона  розташована на відстані близько 726,4 світлових років від Сонця.